# Tereza Martincová
Tereza Martincová (født 24. oktober 1994 i Prag, Tjekkiet) er en professionel tennisspiller fra Tjekkiet.